# Cymodoce
Cymodoce es un género de crustáceo isópodo marino de la familia Sphaeromatidae.

## Especies
Las especies de este género son:
- Cymodoce acanthiger
- Cymodoce aculeata
- Cymodoce acuta
- Cymodoce africana
- Cymodoce alia
- Cymodoce alis
- Cymodoce allegra
- Cymodoce amplifrons
- Cymodoce armata
- Cymodoce aspera
- Cymodoce australis
- Cymodoce barrerae
- Cymodoce bentonica
- Cymodoce bicarinata
- Cymodoce bidentata
- Cymodoce bifida
- Cymodoce bipapilla
- Cymodoce brasiliensis
- Cymodoce cavicola
- Cymodoce comans
- Cymodoce convexa
- Cymodoce coronata
- Cymodoce cryptodoma
- Cymodoce davieae
- Cymodoce emarginata
- Cymodoce erythraea
- Cymodoce excavans
- Cymodoce falcata
- Cymodoce fuscina
- Cymodoce gaimardii
- Cymodoce granulata
- Cymodoce hanseni
- Cymodoce haswelli
- Cymodoce hodgsoni
- Cymodoce inornata
- Cymodoce iocosa
- Cymodoce japonica
- Cymodoce lirella
- Cymodoce lis
- Cymodoce longistylis
- Cymodoce madrasensis
- Cymodoce mammifera
- Cymodoce meridionalis
- Cymodoce natalensis
- Cymodoce ornata
- Cymodoce pelsarti
- Cymodoce penserosa
- Cymodoce picta
- Cymodoce pilosa
- Cymodoce radiata
- Cymodoce richardsoniae
- Cymodoce robusta
- Cymodoce rubropunctata
- Cymodoce ruetzleri
- Cymodoce setulosa
- Cymodoce spinosa
- Cymodoce spinula
- Cymodoce tattersalli
- Cymodoce tetrahele
- Cymodoce tribullis
- Cymodoce trilobata
- Cymodoce truncata
- Cymodoce tuberculata
- Cymodoce umbonata
- Cymodoce uncinata
- Cymodoce valida
- Cymodoce velutina
- Cymodoce zanzibarensis